# Edna Hughes
Edna Tildesley Hughes, verheiratete Redwood, (geboren 1. August 1916 in Walsall; gestorben 17. November 1990 in Borth) war eine britische Schwimmerin, die international vor allem in Staffelwettbewerben erfolgreich war.

## Karriere
Bei den Olympischen Sommerspielen 1932 in Los Angeles gewann sie gemeinsam mit Margaret Cooper, Valerie Davies und Helen Varcoe die Bronzemedaille über 4-mal 100 Meter Freistil. Im Einzelwettkampf über 100 Meter Freistil konnte sie in ihrem Vorlauf mit einer Zeit von 1:15,1 Minuten nur den vierten Platz belegen und verpasste damit das Finale.
Zwei Jahre darauf gewann sie bei den British Empire Games in London Silber in der 3-mal-110-Yards-Lagenstaffel (zusammen mit Phyllis Harding und Vera Kingston) sowie Bronze über 4-mal 110 Yards Freistil (mit Margery Hinton, Beatrice Wolstenholme und Olive Bartle). Letztere Staffel konnte die Bronzemedaille ebenfalls bei den Schwimmeuropameisterschaften 1934 in Magdeburg erringen, wenngleich mit geringfügig veränderter Besetzung: Anstelle von Beatrice ging deren Schwester Cecelia Wolstenholme an den Start.
Zu den Olympischen Sommerspielen 1936 in Berlin wurde sie abermals für die Freistilstaffel nominiert. Gemeinsam mit Zilpha Grant, Margaret Jeffrey und Olive Wadham belegte sie den zweiten Platz in ihrem Vorlauf. Im Finale, das insgesamt sieben Teams umfasste, konnte die britische Mannschaft in einer Gesamtzeit von 4:51,0 Minuten den sechsten Platz belegen.
Ihren letzten internationalen Erfolg konnte sie bei den British Empire Games 1938 in Sydney feiern. An der Seite von Margery Hinton, Zilpha Grant und Joyce Harrowby erreichte sie über 4-mal 110 Yards Freistil den dritten Platz.